# Dekanat wołkowyski (eparchia grodzieńska i wołkowyska)
Dekanat wołkowyski – jeden z dziewięciu dekanatów wchodzących w skład eparchii grodzieńskiej i wołkowyskiej Egzarchatu Białoruskiego Patriarchatu Moskiewskiego.

## Parafie w dekanacie
- Parafia św. Mikołaja Cudotwórcy w Dzięciołowiczach
  - Cerkiew św. Mikołaja Cudotwórcy w Dzięciołowiczach
- Parafia św. Michała Archanioła w Izabelinie
  - Cerkiew św. Michała Archanioła w Izabelinie
- Parafia Podwyższenia Krzyża Pańskiego w Kołłątajach
  - Cerkiew Podwyższenia Krzyża Pańskiego w Liczycach
- Parafia św. Jerzego Zwycięzcy w Krasnym Siole
  - Cerkiew św. Jerzego Zwycięzcy w Krasnym Siole
- Parafia Świętej Trójcy w Podorosku
  - Cerkiew Świętej Trójcy w Podorosku
- Parafia Świętej Trójcy w Rosi
  - Cerkiew Świętej Trójcy w Rosi
- Parafia św. Męczennicy Paraskiewy w Siedzielnikach
  - Cerkiew św. Męczennicy Paraskiewy w Siedzielnikach
- Parafia Soboru Świętych Białoruskich w Werejkach
  - Cerkiew Soboru Świętych Białoruskich w Werejkach
  - Kaplica św. Aleksandra Newskiego w Kuźmiczach
- Parafia Opieki Matki Bożej w Wołkowysku
  - Cerkiew Opieki Matki Bożej w Wołkowysku
- Parafia św. Mikołaja Cudotwórcy w Wołkowysku
  - Cerkiew św. Mikołaja Cudotwórcy w Wołkowysku
- Parafia Świętych Apostołów Piotra i Pawła w Wołkowysku
  - Sobór Świętych Apostołów Piotra i Pawła w Wołkowysku
- Parafia Świętych Cyryla i Metodego w Wołkowysku
  - Cerkiew Wprowadzenia Najświętszej Maryi Panny do Świątyni w Wołkowysku
- Parafia Zwiastowania Najświętszej Bogurodzicy w Wołkowysku
  - Cerkiew Zwiastowania Najświętszej Bogurodzicy w Wołkowysku
- Parafia Przemienienia Pańskiego w Wołpie
  - Cerkiew Przemienienia Pańskiego w Wołpie
  - Cerkiew Świętych Apostołów Piotra i Pawła w Wołpie

## Galeria

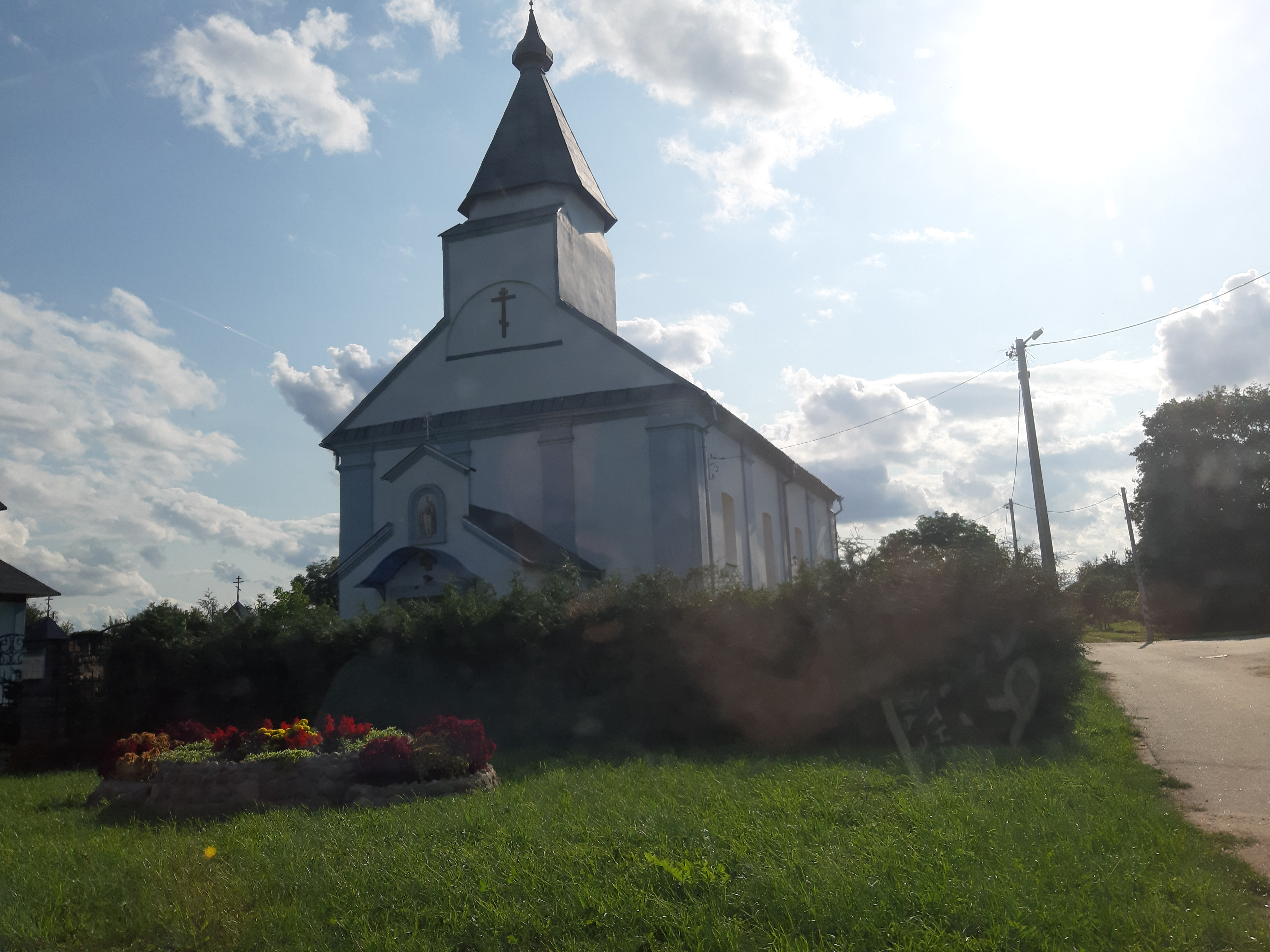
Cerkiew św. Michała Archanioła w Izabelinie
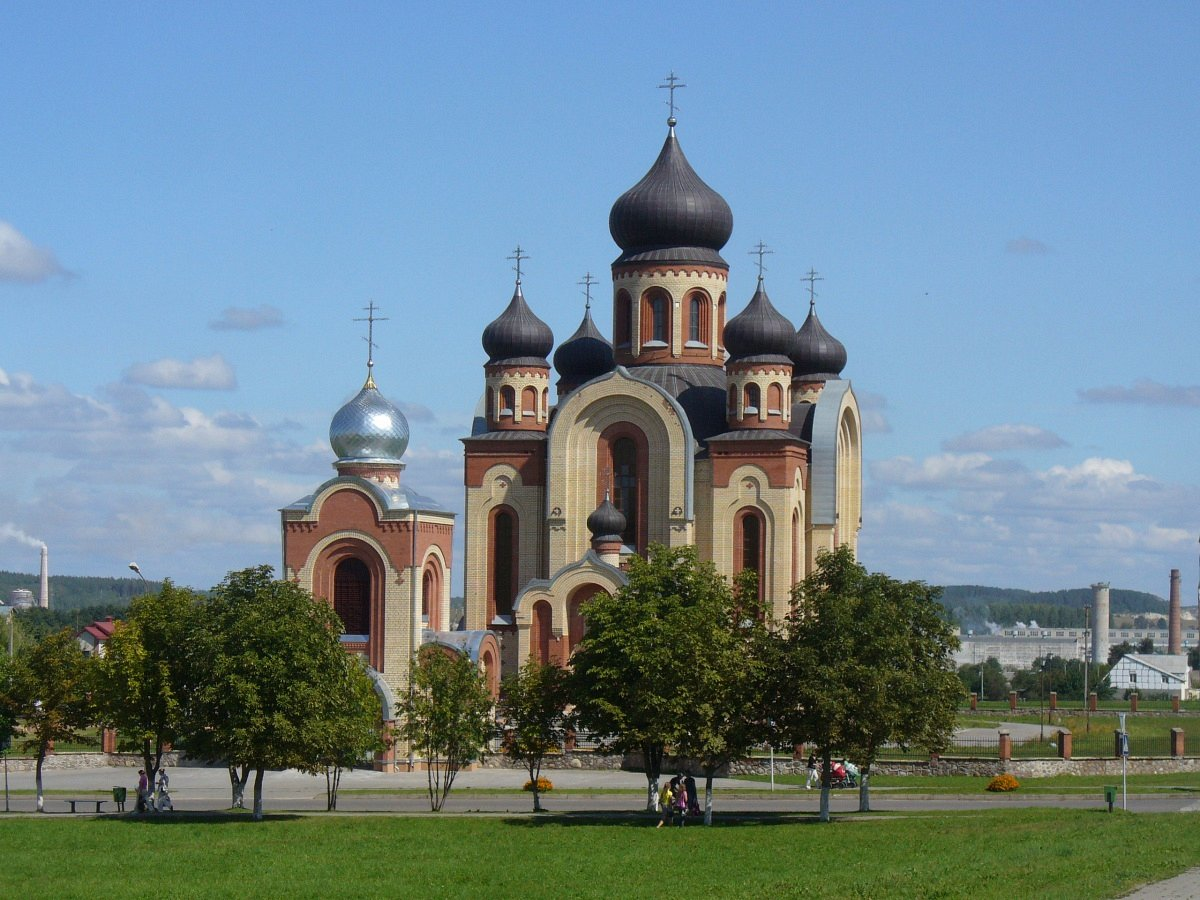
Cerkiew św. Jerzego Zwycięzcy w Krasnym Siole
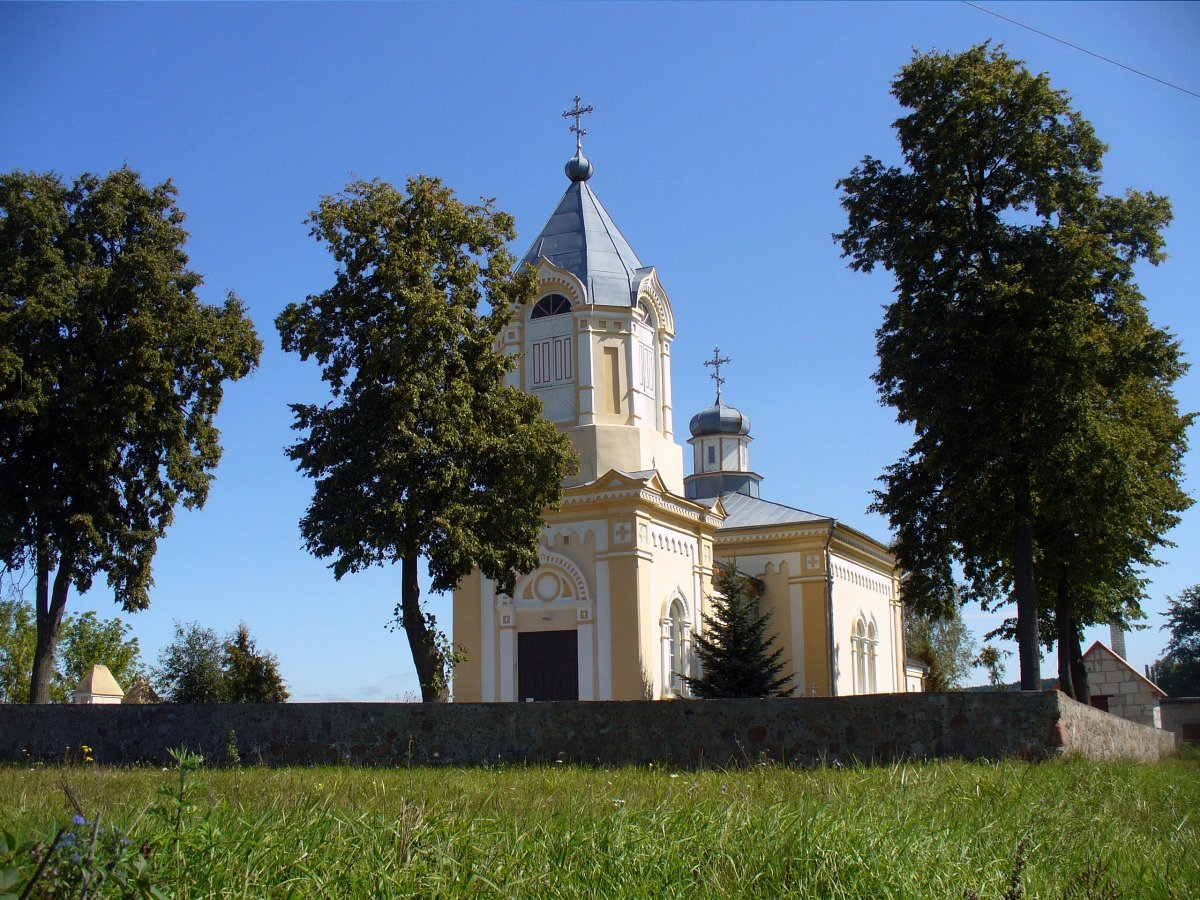
Cerkiew Podwyższenia Krzyża Pańskiego w Liczycach
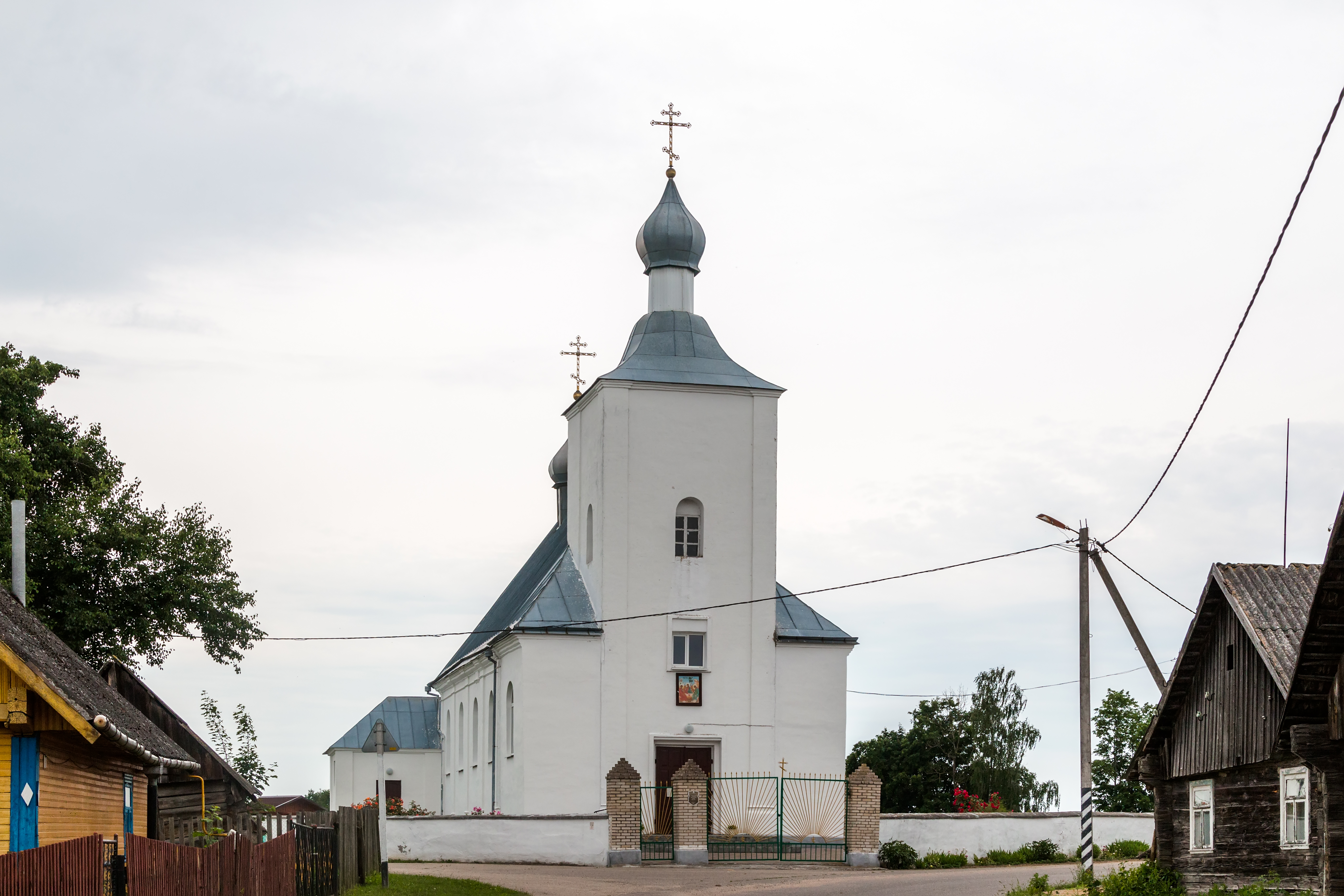
Cerkiew św. Trójcy w Podorosku
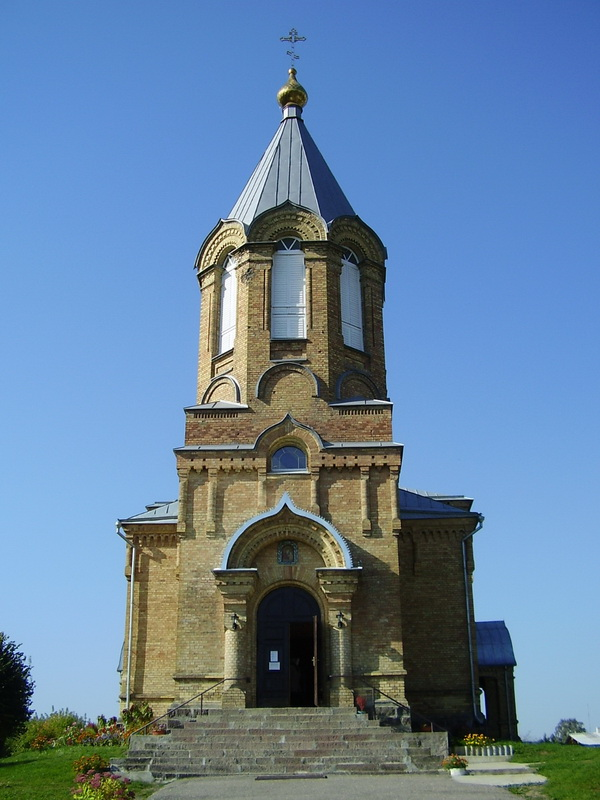
Cerkiew Świętej Trójcy w Rosi
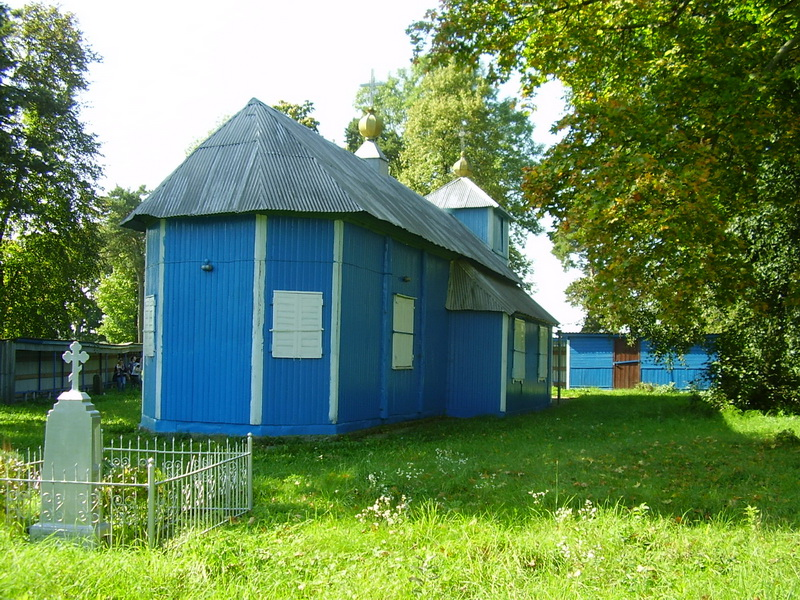
Cerkiew Świętych Apostołów Piotra i Pawła w Wołpie